# Aleh Popczanka
Aleh Dzmitryjewicz Popczanka (biał. Алег Дзмітрыевіч Попчанка, ros. Олег Дмитриевич Попченко, Oleg Dmitrijewicz Popczenko) – białoruski lekarz, kolejarz i polityk, deputowany do Rady Najwyższej Republiki Białorusi XIII kadencji.

## Życiorys
W 1995 roku mieszkał w Żłobinie. Pełnił funkcję głównego lekarza w szpitalu węzłowym stacji kolejowej „Żłobin”. W pierwszej turze uzupełniających wyborów parlamentarnych 29 listopada 1995 roku został wybrany na deputowanego do Rady Najwyższej Republiki Białorusi XIII kadencji ze Żłobińskiego-Czyhunacznego Okręgu Wyborczego Nr 97. 5 grudnia 1995 roku został zarejestrowany przez centralną komisję wyborczą, a 9 stycznia 1996 roku zaprzysiężony na deputowanego. Od 23 stycznia pełnił w Radzie Najwyższej funkcję członka Stałej Komisji ds. Ochrony Zdrowia, Kultury Fizycznej i Sportu. Był bezpartyjny, należał do frakcji „Związek Pracy”. Od 3 czerwca był członkiem grupy roboczej Rady Najwyższej ds. współpracy z parlamentem Republiki Łotewskiej. 27 listopada 1996 roku, po dokonanej przez prezydenta Alaksandra Łukaszenkę kontrowersyjnej i częściowo nieuznanej międzynarodowo zmianie konstytucji, nie wszedł w skład utworzonej przez niego Izby Reprezentantów Zgromadzenia Narodowego Republiki Białorusi I kadencji. Zgodnie z Konstytucją Białorusi z 1994 roku jego mandat deputowanego do Rady Najwyższej zakończył się 9 stycznia 2000 roku; kolejne wybory do tego organu jednak nigdy się nie odbyły.
W 2019 roku Aleh Popczanka był biznesmenem, pełnił funkcję dyrektora spółki „Manas” z siedzibą w Żłobinie. Sponsorował wiele książek wydanych przez autorów pochodzących z rejonu żłobińskiego, m.in. o tematyce historycznej. Był częstym gościem wydarzeń kulturalnych i edukacyjnych dla młodzieży odbywających się w żłobińskich szkołach i bibliotekach, poświęconych takim tematom, jak Obóz Koncentracyjny Azarycze, wyparcie wojsk niemieckich z Białoruskiej SRR czy katastrofa w Czarnobylskiej Elektrowni Jądrowej.

## Nagrody
- Znak „Honorowemu kolejarzowi” (ZSRR)[7].